# Martín José Iriarte
Martín José Iriarte   (Urritza, 8 d'octubre de 1799 - Gayangos, 8 de juliol de 1872) fou un militar i polític espanyol.
En 1817 va embarcar cap a Amèrica, lluitant al Perú fins al 1825.
Governador militar de Tarragona, participà en la lluita contra els carlins a Catalunya i patí una derrota contra Cabrera el 18 de juny de 1836 a la batalla d'Ulldecona.
Brigadier i home de confiança d'Espartero, fou virrei de Navarra (1837).
El novembre de 1839 va ser nomenat comandant militar de Ourense. Destinat a La Corunya, va assistir a la rebel·lió progressista de 1840 i va ser nomenat per la Junta Central de capità general de Galícia el 14 de setembre de 1840, en substitució de Laureano Sanz. El 4 de novembre va ser substituït pel general Santos San Miguel.
Va ser elegit com a diputat pel districte de La Corunya a les eleccions de febrer de 1841. Nomenat senador per la Corunya el 29 de març de 1841, va renunciar el 30 d'abril. També va ser membre de la Junta de Salvació, Armament i Defensa de Madrid en 1854 entre el 19 de juliol i l'1 d'agost.
Ascendit a Tinent General l'agost de 1854, va ser nomenat Capità General de les Vascongadas. Va tornar a ser elegit com a diputat per la Província de Conca el 1854. Va tornar a ser nomenat capità general de Galícia el 29 de setembre de 1885, però va cessar el 18 d'octubre d'aquest mateix any. Al desembre, va ser nomenat inspector de carrabiners del Tresor, i finalment va ser director general el 1859. També fou nomenat senador vitalici en 1858, tenint constància de conservar aquest càrrec com a mínim fins a 1968.